# Franz Hametner
Franz Hametner (ur. 15 listopada 1900) – austriacki zapaśnik walczący w stylu klasycznym. Olimpijczyk z Berlina 1936, gdzie zajął czternaste miejsce w wadze półśredniej. Wycofał się z zawodów z powodu kontuzji.

## Letnie Igrzyska Olimpijskie 1936
| Konkurencja          | Rundy eliminacyjne  | Klas. końcowa |
| Konkurencja          | Przeciwnik I        | Miejsce       |
| -------------------- | ------------------- | ------------- |
| 72 kg styl klasyczny | Jean de Feu (BEL) P | 14.           |